# Schottische Squash-Meisterschaften
Die schottischen Squash-Meisterschaften sind ein Wettbewerb zur Ermittlung des nationalen Meistertitels im Squash in Schottland. Ausrichter ist der schottische Squashverband Scottish Squash.
Seit 1972 werden die Meisterschaften bei den Herren und seit 1974 bei den Damen jährlich ausgetragen. Rekordhalter sind Alan Clyne bei den Herren mit zehn Titeln sowie Dorothy Sharp, Pamela Nimmo und Senga Macfie bei den Damen mit jeweils fünf Titeln.

## Schottische Meister
Die Nummern in Klammern hinter den Namen geben die Anzahl der gewonnenen Meisterschaften wieder. Folgende Spieler konnten die Meisterschaft gewinnen:
| Jahr | Herren                                     | Damen                                      |
| ---- | ------------------------------------------ | ------------------------------------------ |
| 1972 | Duncan Smith                               |                                            |
| 1973 | Kim Bruce-Lockhart                         |                                            |
| 1974 | Neil Martin                                | Dorothy McNeill                            |
| 1975 | Neil Martin (2)                            | Dorothy McNeill (2)                        |
| 1976 | Chris Wilson                               | Dorothy Sharp 1 (3)                        |
| 1977 | Robin Chalmers                             | Dorothy Sharp (4)                          |
| 1978 | Chris Wilson (2)                           | Dorothy Sharp (5)                          |
| 1979 | Neil Stewart                               | Alex Bostock                               |
| 1980 | Gavin Dupre                                | Ray Gregg                                  |
| 1981 | Gavin Dupre (2)                            | Ray Lynch 2 (2)                            |
| 1982 | Mark Maclean                               | Heather Wallace                            |
| 1983 | Chris McManus                              | Heather Wallace (2)                        |
| 1984 | n/A                                        | Heather Wallace (3)                        |
| 1985 | n/A                                        | Heather Wallace (4)                        |
| 1986 | n/A                                        | Shirley Brown                              |
| 1987 | n/A                                        | Shirley Brown (2)                          |
| 1988 | n/A                                        | Shirley Brown (3)                          |
| 1989 | n/A                                        | Alison Bowie                               |
| 1990 | n/A                                        | Alison Bowie (2)                           |
| 1991 | n/A                                        | Emma Donaldson                             |
| 1992 | n/A                                        | Emma Donaldson (2)                         |
| 1993 | n/A                                        | Alison Bowie (3)                           |
| 1994 | n/A                                        | Claire Waddell                             |
| 1995 | n/A                                        | Senga Macfie                               |
| 1996 | n/A                                        | Claire Waddell (2)                         |
| 1997 | n/A                                        | Claire Waddell (3)                         |
| 1998 | John White                                 | Pamela Nimmo                               |
| 1999 | Neil Frankland                             | Pamela Nimmo (2)                           |
| 2000 | John White (2)                             | Pamela Nimmo (3)                           |
| 2001 | Martin Heath                               | Senga Macfie (2)                           |
| 2002 | Martin Heath (2)                           | Wendy Maitland                             |
| 2003 | Martin Heath (3)                           | Wendy Maitland (2)                         |
| 2004 | Martin Heath (4)                           | Pamela Nimmo (4)                           |
| 2005 | Stuart Crawford                            | Pamela Nimmo (5)                           |
| 2006 | Stuart Crawford (2)                        | Frania Gillen-Buchert                      |
| 2007 | Stuart Crawford (3)                        | Claire Kidd                                |
| 2008 | Alan Clyne                                 | Senga Macfie (3)                           |
| 2009 | Stuart Crawford (4)                        | Frania Gillen-Buchert (2)                  |
| 2010 | Alan Clyne (2)                             | Lisa Aitken                                |
| 2011 | Stuart Crawford (5)                        | Senga Macfie (4)                           |
| 2012 | Alan Clyne (3)                             | Frania Gillen-Buchert (3)                  |
| 2013 | Greg Lobban                                | Senga Macfie (5)                           |
| 2014 | Alan Clyne (4)                             | Lauren Gray                                |
| 2015 | Alan Clyne (5)                             | Claire Gadsby                              |
| 2016 | Alan Clyne (6)                             | Claire Gadsby (2)                          |
| 2017 | Alan Clyne (7)                             | Georgia Adderley                           |
| 2018 | Alan Clyne (8)                             | Lisa Aitken (2)                            |
| 2019 | Alan Clyne (9)                             | Lisa Aitken (3)                            |
| 2020 | Alan Clyne (10)                            | Lisa Aitken (4)                            |
| 2021 | aufgrund der COVID-19-Pandemie ausgefallen | aufgrund der COVID-19-Pandemie ausgefallen |
| 2022 | Greg Lobban (2)                            | Georgia Adderley (2)                       |
| 2023 | Greg Lobban (3)                            | Alison Thomson                             |
| 2024 | Greg Lobban (4)                            | Georgia Adderley (3)                       |
| 2025 | Greg Lobban (5)                            | Georgia Adderley (4)                       |

 1 Dorothy McNeill trat nach ihrer Heirat unter ihrem neuen Namen Dorothy Sharp an.

 2 Ray Gregg trat nach ihrer Heirat unter ihrem neuen Namen Ray Lynch an.